# Municipio de Ashland (Dakota del Norte)
El municipio de Ashland (en inglés: Ashland Township) es un municipio ubicado en el condado de Stutsman en el estado estadounidense de Dakota del Norte. En el año 2010 tenía una población de 64 habitantes y una densidad poblacional de 0,7 personas por km².

## Geografía
El municipio de Ashland se encuentra ubicado en las coordenadas 47°6′43″N 98°39′00″O / 47.11194, -98.65000. Según la Oficina del Censo de los Estados Unidos, el municipio tiene una superficie total de 91.72 km², de la cual 87,98 km² corresponden a tierra firme y (4,08 %) 3,74 km² es agua.

## Demografía
Según el censo de 2010, había 64 personas residiendo en el municipio de Ashland. La densidad de población era de 0,7 hab./km². De los 64 habitantes, el municipio de Ashland estaba compuesto por el 100 % blancos. Del total de la población el 0 % eran hispanos o latinos de cualquier raza.